# Kocsonyás álgereben
A kocsonyás álgereben (Pseudohydnum gelatinosum) az osztatlan bazídiumú gombák osztályában, az Auriculariales rendhez tartozó gombafaj.

## Megjelenése

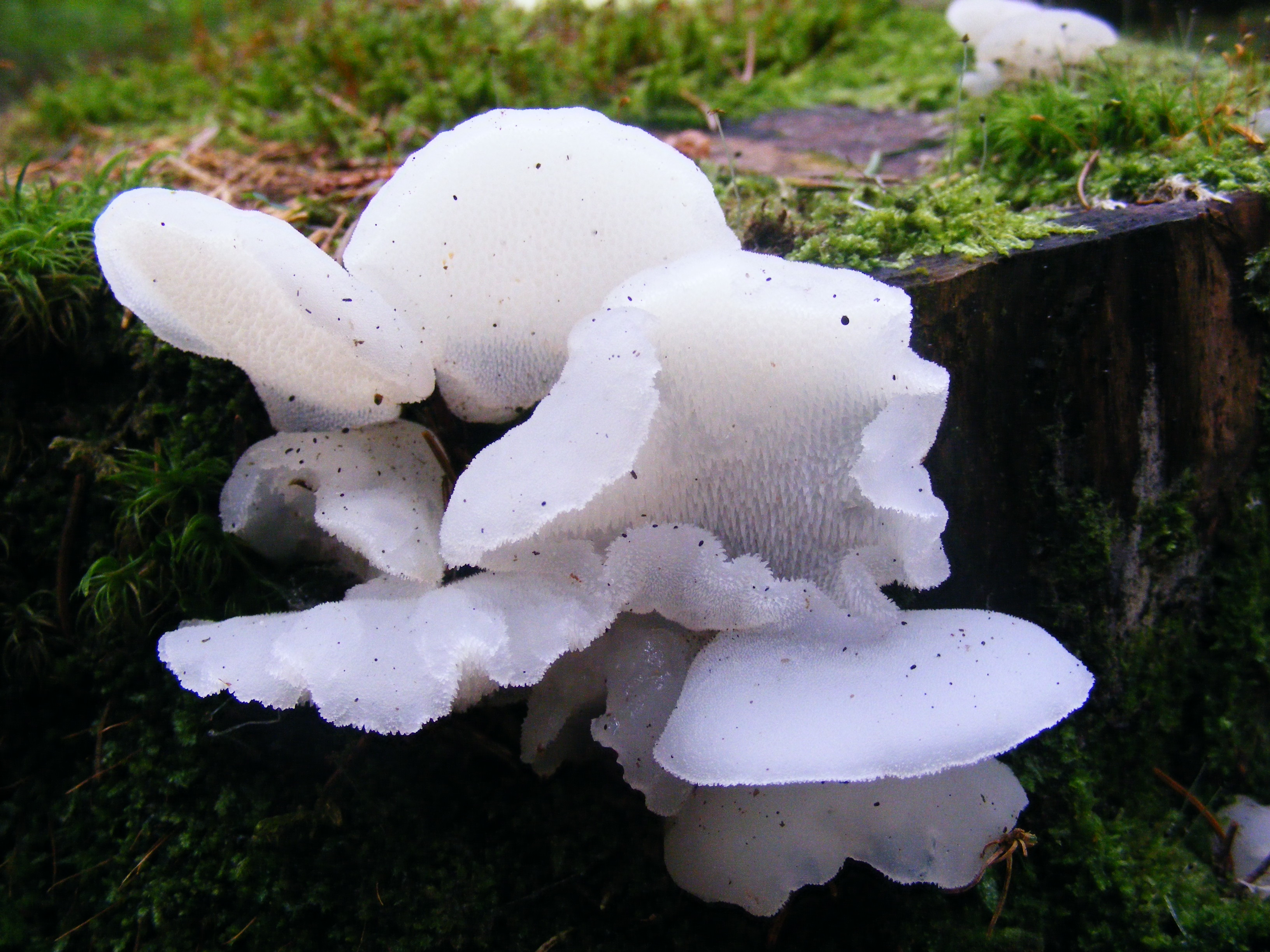

Szaprotróf gombafaj, mely főleg hegyvidékeken fordul elő, korhadó fenyőtuskón, kizárólag csoportosan. Júliustól novemberig terem.
Termőteste félkör alakú, jellemző szélessége 2–6 cm, vastagsága 1 cm. Felszíne szabálytalan, felszíne hullámos és éles, színe fehér, idősebb korban szürkés vagy barnás, alsó részén 3–4 mm hosszú, fehér „csapok” találhatóak. A termőtestet rövid, tönkszerű rész erősíti a fatörzshöz.
Húsa zselészerű, íze, szaga nem jellemző.
Jellegzetes állaga és formája miatt semmilyen más gombafajjal nem téveszthető össze. Habár ehető gomba, állaga miatt a konyha szempontjából nincs jelentősége, érdekesség gyanánt viszont édesség készíthető belőle.